# Fasciculipora maeandrina
Fasciculipora maeandrina är en mossdjursart som beskrevs av John Borg 1944. Fasciculipora maeandrina ingår i släktet Fasciculipora och familjen Frondiporidae. Inga underarter finns listade i Catalogue of Life.